# 벨리즈의 국장

벨리즈의 국장

벨리즈의 국장은 1981년 영국으로부터 독립함과 동시에 제정되었다. 영국의 식민지였던 영국령 온두라스 시대에 사용되었던 문장 디자인의 일부를 수정한 형태의 디자인으로 50개의 마호가니 잎이 국장 전체를 원으로 감싸고 있다.
국장의 중앙에는 마호가니가 그려져 있으며 마호가니 아래에는 방패가 그려져 있다. 방패 위쪽에는 나무를 베는 데 쓰이는 도구가, 방패 아래쪽에는 선박이 그려져 있다. 이는 마호가니가 18세기와 19세기의 벨리즈의 경제에 중요한 역할을 하였다는 것을 의미한다.
방패 양쪽에는 하얀색 바지를 입은 남성 2명이 그려져 있는데 왼쪽에 있는 메스티소 남성은 도끼를 들고 있으며 오른쪽에 있는 크리올 남성은 노를 들고 있다. 이는 메스티소와 크리올 간의 상부상조와 근면을 상징하고 나라를 이끄는 주역임을 뜻한다. 도끼는 마호가니를, 노는 조선업의 중요성을 의미한다. 국장 아래쪽에 있는 리본에는 벨리즈의 나라 표어인 "그늘 아래에서 번창한다"(Sub Umbra Floreo)가 라틴어로 쓰여 있다.

## 역대 벨리즈의 국장

영국령 온두라스의 문장 (1907년 ~ 1981년)
영국령 온두라스의 문장, 벨리즈의 국장 (1967년 ~ 1981년)